# Erianthus
Erianthus is een geslacht van rechtvleugeligen uit de familie Chorotypidae. De wetenschappelijke naam van dit geslacht is voor het eerst geldig gepubliceerd in 1875 door Stål.

## Soorten
Het geslacht Erianthus omvat de volgende soorten:
- Erianthus angulatus Ingrisch & Willemse, 1988
- Erianthus armatus Descamps, 1975
- Erianthus bolivari Descamps, 1975
- Erianthus delattrei Descamps, 1975
- Erianthus dohrni Bolívar, 1914
- Erianthus fruhstorferi Bolívar, 1930
- Erianthus guttatus Westwood, 1841
- Erianthus inhamatus Ingrisch & Willemse, 1988
- Erianthus malcolmi Bolívar, 1903
- Erianthus manueli Ingrisch & Willemse, 1988
- Erianthus nipponensis Rehn, 1904
- Erianthus pyramidalis Ingrisch & Willemse, 1988
- Erianthus rehni Descamps, 1975
- Erianthus serratus Ingrisch & Willemse, 1988
- Erianthus sukhothaiensis Descamps, 1981
- Erianthus versicolor Brunner von Wattenwyl, 1898
- Erianthus vitalisi Bolívar, 1914